# Hôpital Royal Victoria
L'hôpital Royal Victoria est un hôpital de Montréal, maintenant fermé, situé dans l'arrondissement Ville-Marie sis au 687, avenue des Pins ouest. Cependant, le 26 avril 2015, l'établissement de soins a déménagé au 1001 Boulevard Décarie.

## Histoire
L'hôpital a été fondé en 1893 par deux magnats des chemins de fer :
- Donald Alexander Smith, Lord Strathcona and Mount Royal ;
- George Stephen, Lord Mount Stephen.

Les deux hommes engagèrent chacun un demi-million de dollars pour la construction de l'hôpital à la condition que la ville cède dix acres de terrain sur les pentes du mont Royal. L'architecte écossais Henry Saxon Snell (en) dessina les plans de l'édifice dans le style baronnial écossais, s'inspirant du Royal Infirmery d'Édimbourg pour réaliser ses structures crénelées et ses tourelles. Il fut agrandi par l'adjonction de nouvelles ailes du même style architectural.
À l'ouverture, 150 personnes dont 14 médecins y travaillent.
Un incendie important a lieu en 1905.

## Pavillon Ross
Le premier ajout majeur à l'hôpital est le pavillon Ross en 1916. La décision de construire un nouveau bâtiment est possible en grande partie grâce à la générosité de J.K.L. Ross, qui honore son père James Ross avec un don de 700 000 $. À l'origine, il est prévu de construire une nouvelle aile mais la pente du site rend cela impossible et un bâtiment séparé est construit,.

## Histoire
En 1920, l'hôpital devient un centre de recherche, par le biais de la faculté de médecine de l'Université McGill. En 1934, le Dr Wilder Penfield y fonde l'Institut neurologique de Montréal.
En 1994, 6 000 personnes, dont 695 médecins y travaillent.
Le pavillon Hersey a été désigné lieu historique national du Canada par la Commission des lieux et monuments historiques du Canada le 23 novembre 1997.

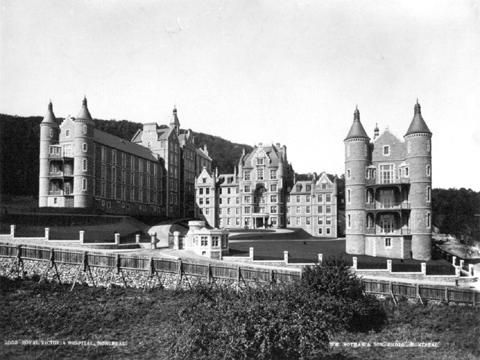
Hôpital royal Victoria, 1893
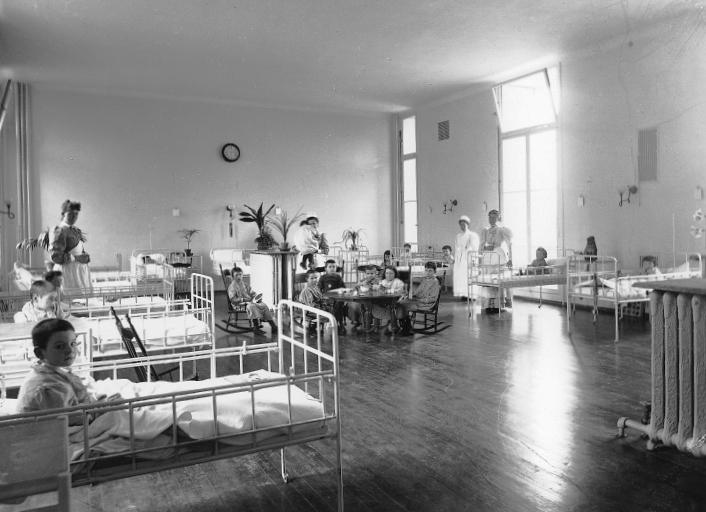
Salle commune des enfants, 1894
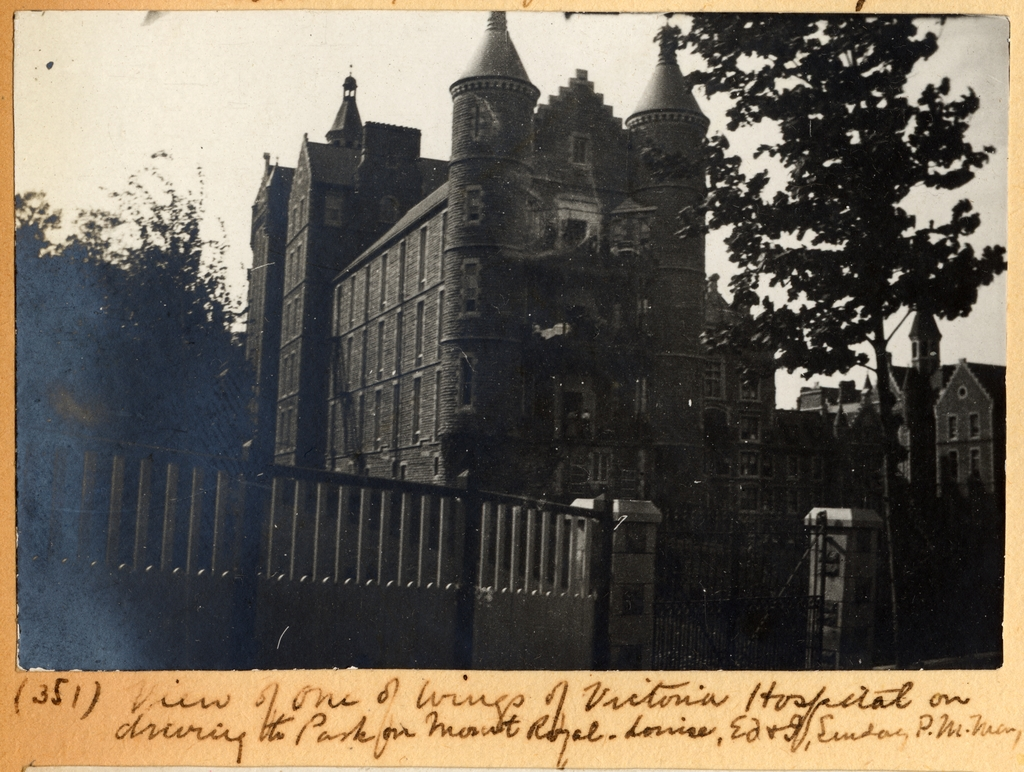
Vue de la rue de l'aile ouest, mai 1899
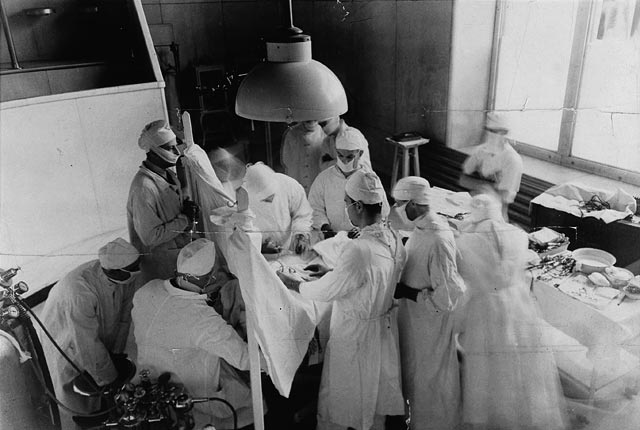
Béthune assiste à une opération, hôpital royal Victoria, 1933
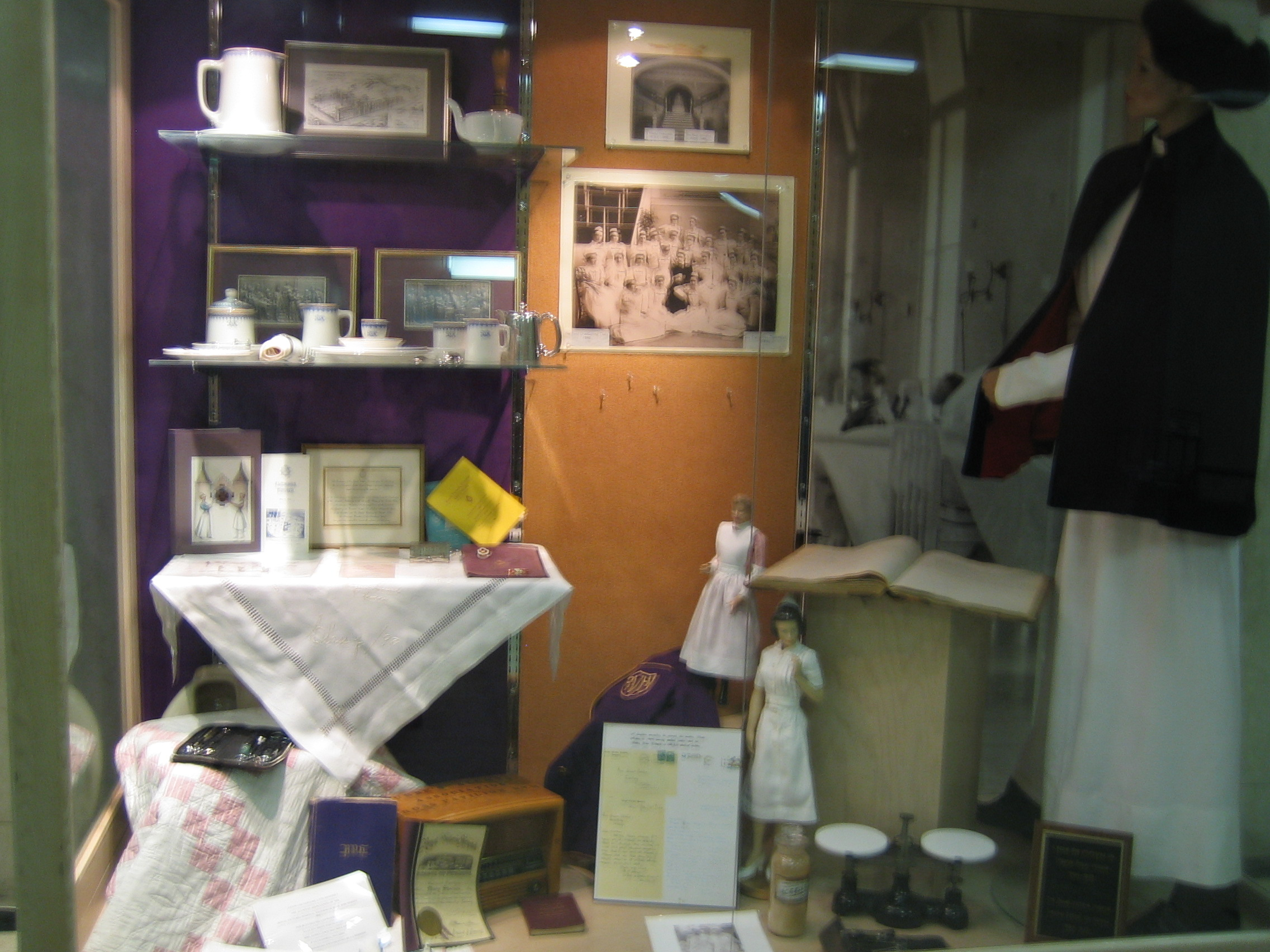
Musée des infirmières, au premier étage de l'aile M

### Intégration au Centre universitaire de santé McGill (CUSM)
L'hôpital est situé tout juste en bordure du campus du centre-ville de l'Université McGill. L'équipe soignante de l'hôpital a été intégré au Centre universitaire de santé McGill (CUSM).

### Fermeture et réhabilitation du site
Le 26 avril 2015 voit la fermeture du centre de santé centenaire. À partir de 7 heures jusqu'à 13 h 30, 32 ambulances et véhicules de transport adapté ont effectué plus d'une centaine de voyages pour transférer les 154 patients vers le nouveau Centre universitaire de santé McGill (CUSM).
Inoccupé depuis le départ du personnel et des patients vers le site Glen du Centre universitaire de santé McGill (CUSM) en 2015, l’hôpital Royal Victoria se cherche une nouvelle vocation. La Société québécoise des infrastructures (SQI), bras immobilier du Gouvernement du Québec est responsable de la revalorisation de l’ensemble immobilier patrimonial de 13 hectares. La Ville de Montréal souhaite profiter de la requalification du site de l’ancien hôpital Royal Victoria pour agrandir le parc du Mont-Royal en y annexant les terrains situés derrière les bâtiments vacants depuis quatre ans. Quant à elle, L’Université McGill a déjà manifesté sa volonté d’occuper le bâtiment principal pour y aménager un centre axé sur la recherche universitaire et que ce nouvel environnement puisse abriter des chercheurs et des scientifiques multidisciplinaires, notamment en développement durable et en politiques publiques,.
Pendant la pandémie de COVID-19, l'ex-hôpital a été transformé en juillet 2020 en centre d'isolement pour les personnes itinérantes de la région de Montréal,.